# Kastensarg des Nacht

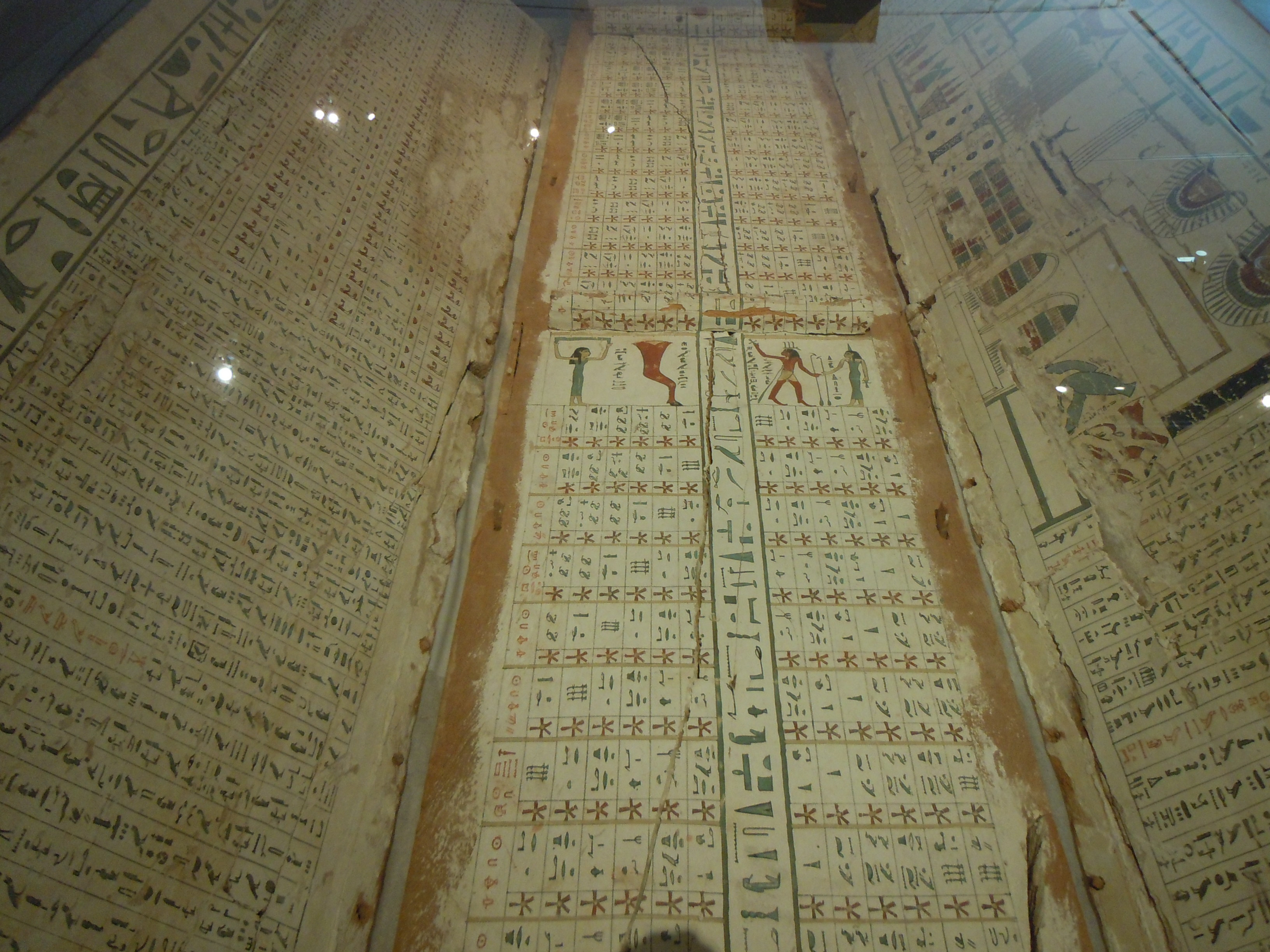
Innendekoration des Kastensargs des Nacht

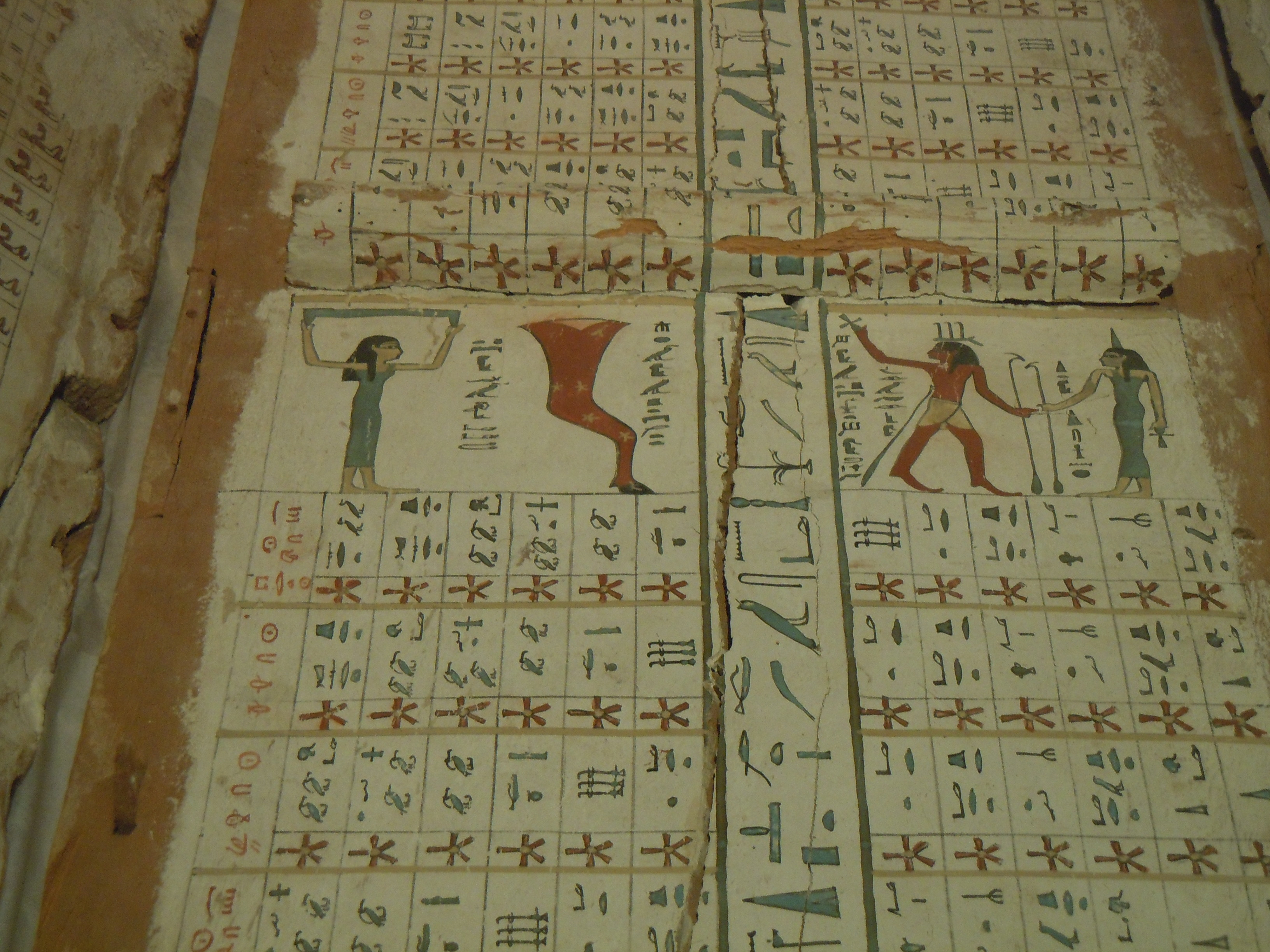
Teil der Dekoration des Sargdeckels mit Sternenuhr

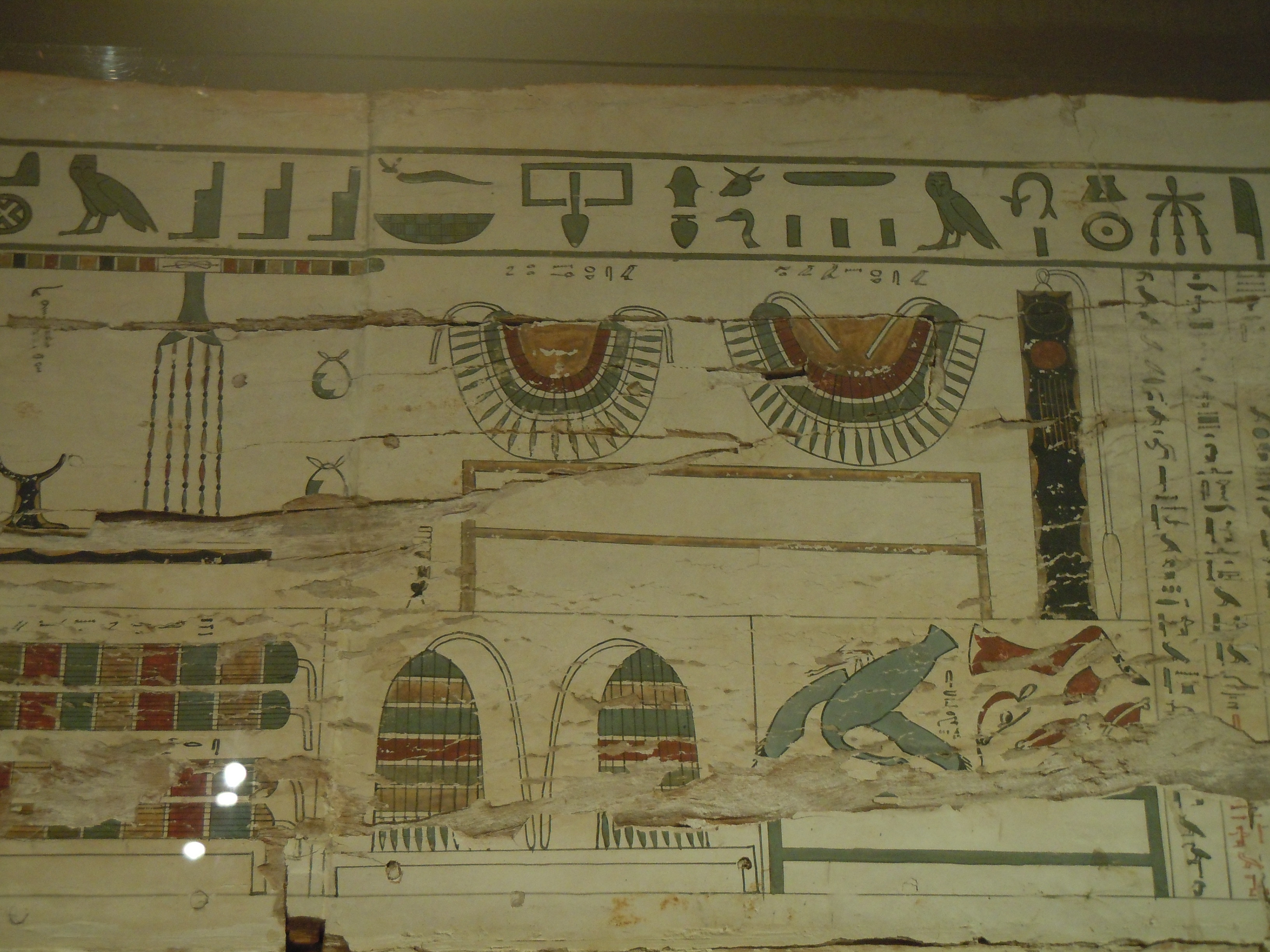
Ausschnitt aus dem Gerätefries

In der ägyptischen Sammlung des Roemer- und Pelizaeus-Museums Hildesheim befindet sich der reich dekorierte Sarg des Nacht aus dem Mittleren Reich (11./12. Dynastie, 2050–1794 v. Chr.). Besonders interessant ist die innere Deckeldekoration mit einer der sehr seltenen Sternenuhren. (Inventarnummer: PM 5999).

## Fundort
Der genaue Fundort des Sarges ist nicht belegt, jedoch weisen die Art der Dekoration und die Verwendung bestimmter Götterbeinamen auf die Herkunft des Sarges aus der Nekropole von Assiut in Mittelägypten hin. Bestimmte Opferformeln, Nennungen assiutischer Götter und waagerechte Doppelzeilen auf der Außenseite des Sarges gehören ebenso zum typischen Design der aus Assiut belegten Särge wie die Auswahl der Sargtexte. Der Sarg wurde 1989 im Schweizer Kunsthandel erworben und stammt nachweislich aus der ehemaligen Sammlung Khashaba, Assiut.

## Größe
Die Länge des Sarges beträgt 191 cm, die Höhe 47 cm und die Breite 41 cm.

## Beschreibung
Der hölzerne Sarg des Nacht ist – abgesehen vom heute fehlenden Boden – in einem ausgezeichneten Erhaltungszustand. Die Darstellungen sollten bewirken, dass der verstorbene Nacht gefahrlos und sorgenfrei im Jenseits weiterexistieren konnte. Die Sargdekoration zeigt Gegenstände, die für ihn auch im Jenseits wichtig waren. Sie werden bildlich im Gerätefries und schriftlich in der Opferliste zusammengefasst. Außerdem wurde der Sarg mit Sprüchen aus den sogenannten Sargtexten versehen, die  Gefahren entgegenwirken sollten, die man nicht bildlich darstellen wollte. Dazu gehören z. B. die Furcht des Verstorbenen, die körperliche Unversehrtheit zu verlieren, ins Netz eines Dämons zu gelangen oder auf den Kopf gestellt zu werden.
Während die Außenseiten des Sarges nur einfache Inschriftenbänder mit Gebeten und Götterreden tragen, sind die Innenseiten großflächig dekoriert nach einem für das Mittlere Reich standardisierten Schema. Der Sarg ist im Museum so aufgestellt, dass die dekorierten Innenseiten der fünf Sargteile aufgeklappt und gut sichtbar sind. Das Kopfbrett ist durch die Darstellung der Kopfstütze vom Fußbrett mit der Darstellung zweier Sandalenpaare leicht voneinander zu unterscheiden. Auf dem Kopfbrett befindet sich oberhalb der Kopfstütze ein Kasten, auf dem fünf Vasen stehen. Der darüber stehende Text nimmt darauf Bezug: „Der Kasten ist geöffnet, und die Öle werden herbei getragen“. Die neun Schriftfelder geben Auskunft über den Inhalt der Gefäße, die sieben heilige Öle und zwei Beutel mit Augenschminke enthielten. Der Verstorbene wird passend hierzu dem Balsamierungsgott Anubis anempfohlen. Die restlichen Inschriften zitieren einen Spruch aus den Sargtexten, die die Wiederbelebung und glückliche Weiterexistenz des Verstorbenen beschwören. Im Fuß der Kopfstütze befindet sich in senkrechter Schreibweise ein dreizeiliger Opfertext. Im Mittelpunkt des Fußbrettes oberhalb der beiden Sandalenpaare ist ein Getreidemagazin dargestellt. Drei Säulen stützen ein Dach, über dem geschrieben steht: „Inhalt der beiden Scheunen“. Links von den Säulen erkennt man die Eingangstür und daneben drei gefüllte Silos für eine ausreichende Versorgung. Die nach Osten weisende Längsseite wurde auf der Außenseite durch ein Udjat-Augenpaar gekennzeichnet. Dieses sollte es dem Toten ermöglichen, die göttliche Ebene und den alles belebenden Sonnengott sehen zu können. Die Innenseite dieses Brettes ist besonders farbenfroh mit Bildern von Grabbeigaben gestaltet, sie bildet die Kontaktstelle zum Diesseits. Nach einem sechszeiligen Text beginnt der Gerätefries mit den wesentlichen Elementen der Grabbeigaben, so links oben mit der Darstellung einer Scheintür. Im Grab dient die Scheintür als Hauptopferstelle und ist zugleich der Ort, an dem der Verstorbene mit dem Diesseits in Kontakt treten konnte, um mit Gebeten und Opfergaben versorgt zu werden. Neben der Scheintür hängen in einem Ständer drei Vasen für die Wasserspende.
Der nächste Blickfang ist ein Opfertisch, dessen Fuß durch die schwarz-weiße Sprenkelung als steinern ausgewiesen wird. In der oberen Reihe befindet sich daneben ein Ziergürtel mit Perlenbehang, der bei besonderen Anlässen über dem Schurz getragen wurde. Unter dem Ziergürtel wurde ein niedriges Bett abgebildet, auf dem eine noch ungepolsterte Kopfstütze steht. Zwei verschnürte Kleiderbeutel füllen den Platz zwischen dem Perlenbehang und dem Holzkasten, dessen Inhalt auf dem Deckel ausgelegt ist. Dabei handelt es sich um zwei breite Halskrägen. Den Abschluss der oberen Reihe bildet eine Schreiberpalette mit Vertiefungen, die die rote und schwarze Farbe enthalten. Sechs Schreibbinsen stecken in einer Seitentasche. Direkt unter der Schreiberpalette ist eine Auswahl von Fleischstücken und Lattichsalat dargestellt. Auf einer niedrigen Kiste daneben liegen die Gegengewichte für die breiten Halskragen sowie zwei Paar Armbänder. Auf dem rechten Längsbrett sind auf der rechten Sargseite 120 kniende Opferträger in kleinem Maßstab zu sehen, die zu jeweils einer Eintragung in der Opferliste gehören. Diese ist in drei Reihen zu je 40 Eintragungen aufgeteilt. Es werden Speisen und Getränke, Salben und Augenschminken aufgezählt, all die „schönen Dinge“, auf die der Verstorbene nicht verzichten will.
Sternenkalender auf der Innenseite des Deckels gelten als typisch für Särge aus Assiut, wovon jedoch nur wenige Exemplare erhalten sind. Der Sternenkalender in dem Grab des Nacht ist gut erhalten und gut lesbar. Von rechts nach links führt durchlaufend eine Bandzeile mit Hieroglyphen. Sie enthält einen Text, der verschiedenen Sternengottheiten Opfer anbietet. Links in der Mitte befindet sich eine bildliche Darstellung dreier Gottheiten und eines großen Rinderschenkels. Die Himmelsgöttin Nut hält die erhobenen Arme in den Himmel. Der Rinderschenkel enthält sieben Sterne, die dem Sternbild des Großen Bären entsprechen. Dies ist Inhalt des Textes. Der schreitende Gott darunter ist durch die Hieroglyphe auf seinem Kopf als Orion im südlichen Himmel zu identifizieren. Die letzte, weibliche Gestalt symbolisiert den Sirius-Stern. Insgesamt gibt es 27 Kolumnen, die durch beige Linien voneinander getrennt sind. Da jede Kolumne für einen Zeitraum von zehn Tagen steht, müsste der ägyptische Sternenkalender allerdings 36 Kolumnen enthalten. Sternenkalender waren ein Hilfsmittel zur Zeitbestimmung während der Nacht; ein Verzeichnis der Sterne in der Reihenfolge ihres Aufgangs am Nachthimmel, mit dessen Hilfe die Ägypter die Nacht in Abschnitte von jeweils 40 Minuten unterteilen konnten.